# Moto Racer DS
Moto Racer DS est un jeu vidéo de course développé par Artefacts Studio et édité par Nobilis, sorti en 2008 sur Nintendo DS.

## Accueil
- Jeuxvideo.com : 16/20[1]